# Verband Schweizerischer Kantonalbanken
Der Verband Schweizerischer Kantonalbanken (VSKB; französisch Union des Banques Cantonales Suisses, italienisch Unione delle Banche Cantonali Svizzere) ist eine Vereinigung der 24 Kantonalbanken in der Schweiz. Er bezweckt die Wahrung der gemeinsamen Interessen und die Förderung der Zusammenarbeit seiner Mitglieder und setzt sich für die Stärkung der Stellung der Kantonalbanken in der Schweiz ein. Der in der Rechtsform eines Vereins organisierte Verband wurde 1907 gegründet und unterhält seit 1971 an ihrem statutarischen Sitz in Basel eine Geschäftsstelle.

## Organisation
Oberstes Organ des VSKB ist die Generalversammlung, in der jedes Mitglied nur eine Stimme hat. Zu deren wichtigsten Aufgaben zählen Erlass und Änderung der Statuten, Entgegennahme des Jahresberichtes
und der Jahresrechnung sowie Wahl des Präsidenten und des Vizepräsidenten des Verwaltungsrates sowie der Revisoren.
Der Verwaltungsrat bildet das Führungsorgan des Verbandes. Er besteht derzeit aus 25 Mitgliedern und setzt sich aus den 24 Geschäftsleitungsvorsitzenden der einzelnen Kantonalbanken sowie dem von der Generalversammlung auf vier Jahre gewählten Präsidenten zusammen. Präsident ist seit Juni 2022 Bruno Thürig. 
Aus höchstens neun Mitgliedern des Verwaltungsrates bildet sich der Verwaltungsratsausschuss. Dieser stellt ein engeres, dem Verwaltungsrat unterstelltes Führungsorgan dar und ist unter anderem für die Ausführung der Beschlüsse der Generalversammlung
und des Verwaltungsrates verantwortlich. Der Verwaltungsratsausschuss behandelt zum Beispiel Fragen im Zusammenhang mit Kooperationsprojekten, setzt Kommissionen und Arbeitsgruppen ein, behandelt grundsätzliche Fragen des gemeinsamen Marketings, wahrt die Verbandsinteressen in anderen Organisationen und gegenüber eidgenössischen Behörden sowie der Schweizerischen Nationalbank und entscheidet über dringende Angelegenheiten in der Kompetenz des Verwaltungsrates.
Die Geschäftsstelle bildet das ausführende Organ des Verbandes Schweizerischer Kantonalbanken. Sie bildet ein Bindeglied im Tagesgeschäft sowohl zwischen dem Verband und den Verbandsmitgliedern wie auch zwischen dem Verband und den eidgenössischen Behörden und Institutionen. Darüber hinaus vertritt sie die Kantonalbankengruppe gegenüber den Medien und der Öffentlichkeit.
- Siehe auch: Die Kantonalbanken in Zahlen